# Turchia all'Eurovision Song Contest 2010
Il rappresentante della Turchia all'Eurovision Song Contest 2010 è stato il gruppo rock MaNga, vincitore degli European MTV Awards del 2009, che ha partecipato alla manifestazione canora con una canzone completamente scritta in inglese, dal titolo We Could Be the Same.

## All'Eurofestival
I MaNga hanno partecipato alla semifinale del 27 maggio 2010, classificandosi al primo posto e accedendo quindi di diritto alla finale, tenutasi il 29 maggio. In tale evento si sono classificati, invece, secondi, dietro a Lena Meyer-Landrut, rappresentante della Germania. 